# Суп із собаки

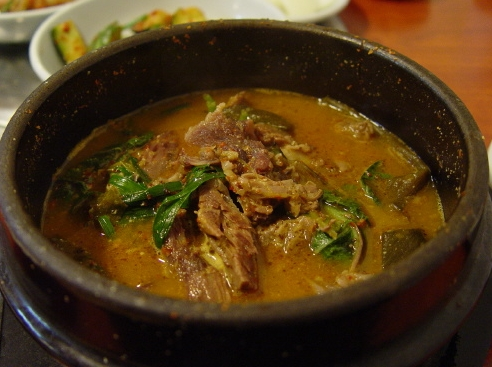
Миска з посинтханом

Суп із собаки (посинтхан (кор. 보신탕; 補 身 湯), або кеджангук (кор. 개장국)) — страва національної кухні Кореї, основним компонентом якого є собаче м'ясо. Стверджується, що цей суп збільшує мужність.
Назва «посинтхан» буквально означає «суп, який зміцнює організм» і з'явилася, мабуть, у середині XX століття, тоді як «кеджангук» — більш давня назва, що означає «суп з собаки з соєвою пастою».
Для приготування страви собачатину варять з зеленою цибулею, листям перилли і кульбаби, спеціями (твенджан, кочхуджан і порошком насіння перилли).
Страва є одним із найбільш поширених корейських продуктів, зроблених з собачатини, має довгу історію в корейській культурі, проте в XX столітті ставлення до неї стало досить критичним як всередині країни, так і за її межами, в тому числі в зв'язку з порушенням прав тварин. Відомий вислів Бріжіт Бардо про те, що «нація, яка їсть собак, — нація дикунів», стало однією з причин, що викликали ряд урядових заборонних заходів. Слід зазначити, що історично в Кореї собака не сприймалася як «друг людини», однак її статус як однієї з 12 тварин китайського циклу літочислення був досить високий. Крім того, собаче м'ясо ніколи не було повсякденною їжею, це була сезонна або лікувальна їжа.